# Self-shadowing
Il self-shadowing  (letteralmente "auto-ombreggiatura") è una tecnica in computer grafica 3D usata per dare un effetto di illuminazione in applicazioni di rendering tridimensionale, come animazioni per computer o videogiochi. Usare il Self-shadowing su elementi 3d (ad esempio personaggi giocanti, oggetti interattivi come sedie o secchi, ecc) permette ad essi di proiettare in modo dinamico le proprie ombre su sé stessi o su altri oggetti. Per esempio se durante un'animazione, senza che sia applicato il self-shadowing nel rendering, un personaggio tridimensionale e poggiasse il braccio destro sul braccio sinistro, non si vedrà alcuna ombra proiettata su quest'ultimo.  Allo stesso modo, se lo stesso personaggio mettesse una mano sopra una palla, la mano non proietterebbe alcuna ombra sull'oggetto sferico.

## Utilizzi delself-shadowing
Il self-shadowing permette una proiezione dinamica delle ombre. Questa tecnica è spesso usata negli effetti speciali delle pellicole cinematografiche e nei videogiochi in generale. Uno dei primissimi esempi di ombra dinamica in tempo reale nei videogamessi ha con Resident Evil Code: Veronica, uscito nel 2000 e firmato Capcom. Durante varie sequenze di gioco gli oggetti reagivano alla luce proiettando ombre dinamiche sul terreno e su altri oggetti in modo realistico, come mai si era visto prima in una produzione videoludica.  L'unified lighting and shadowing di Doom 3, inoltre, permette il self-shadowing tramite volumi d'ombra.